# GEO Group

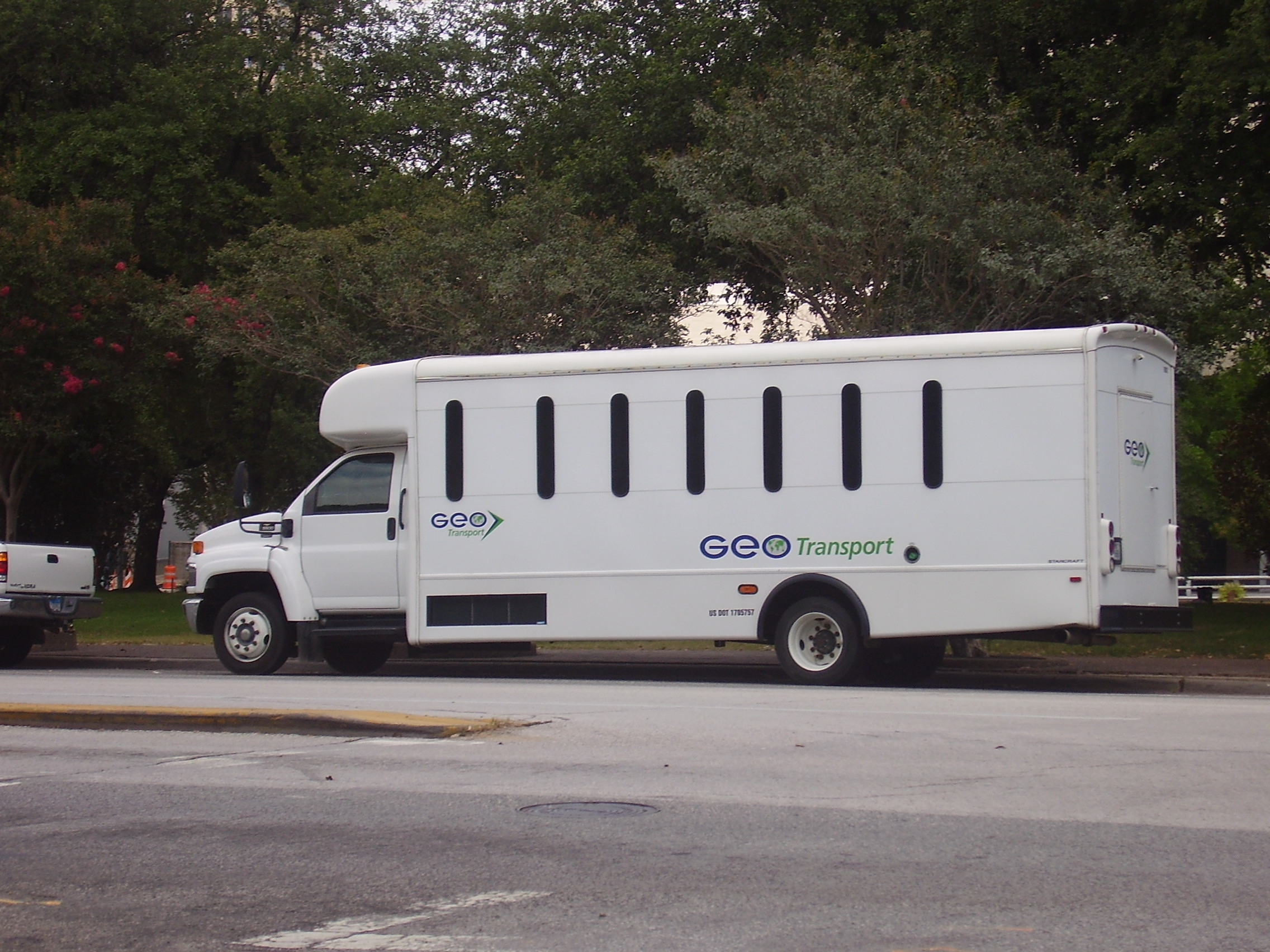
Transport de GEO

GEO Group est une société américaine de services correctionnels privés fondée en 1984 et basée à Boca Raton, en Floride. Anciennement connue sous le nom de Wackenhut Corrections Corporation jusqu'en 2003, l'entreprise exploite des établissements pénitentiaires privés, des centres de détention pour immigrants, des programmes de réinsertion et des services de surveillance électronique aux États-Unis, en Australie, au Royaume-Uni et en Afrique du Sud. Il est l'une des plus grandes entreprises privées de gestion carcérale au monde, cotée au New York Stock Exchange sous le symbole GEO.
L'entreprise gère plus d'une centaine d'établissements comprenant des prisons d'État et fédérales, des centres de détention de l'Immigration and Customs Enforcement (ICE), des centres de traitement résidentiel (en), des programmes de réinsertion communautaire et des services de transport de détenus. GEO Group propose également des services de soins de santé en milieu carcéral, de formation professionnelle et de programmes éducatifs à travers ses filiales spécialisées. L'entreprise emploie environ 20 000 personnes et génère un chiffre d'affaires annuel de plusieurs milliards de dollars, principalement grâce à ses contrats avec les gouvernements fédéral et étatiques américains.
GEO Group fait l'objet de controverses récurrentes concernant les conditions de détention dans ses établissements, les coûts de ses services par rapport au secteur public, et les questions éthiques liées à la privatisation du système carcéral. L'entreprise a été impliquée dans de nombreux procès et enquêtes portant sur la sécurité, les soins médicaux et le traitement des détenus dans ses installations. Malgré ces critiques, GEO Group continue d'étendre ses opérations et de diversifier ses services dans le secteur de la justice pénale et de l'immigration, s'adaptant aux évolutions des politiques gouvernementales et aux besoins du marché correctionnel.

## Histoire
La Wackenhut Corrections Corporation (WCC) est créée en tant que division de la Wackenhut Corporation (aujourd'hui filiale de G4S Secure Solutions) en 1984 après que George Zoley (en) a présenté l'idée d'une société distincte de gestion des prisons à George Wackenhut (en), le fondateur de Wackenhut. Elle devient une filiale de Wackenhut en 1988. En juillet 1994, la société devient une société par actions par le biais d'une introduction en bourse.
En 2003, la direction de WCC lève des fonds pour racheter toutes les actions ordinaires détenues par G4S, et en 2004, la société change de nom pour devenir The GEO Group, Inc. En 2005, la société acquiert la Correctional Services Corporation (en) (CSC) pour 62 millions de dollars en espèces, et assume 124 millions de dollars de dettes. La société vend la division des services pour mineurs de CSC à James Slattery, ancien PDG de CSC, pour 3,75 millions de dollars. Slattery rebaptise cette entreprise Youth Services International. En décembre 2008, la société ouvre le Centre de détention du comté de Maverick de 654 lits à Eagle Pass au Texas.
Le 12 août 2010, la société acquiert Cornell Companies (en), anciennement Cornell Corrections, pour 730 millions de dollars en actions et en espèces. En février 2011, GEO acquiert BI Incorporated, fournisseur d'équipements et de services de suivi électronique des délinquants, fondée en 1978 et basée à Boulder au Colorado, pour 415 millions de dollars. À l'époque, BI était le fournisseur exclusif de services de surveillance et de supervision du programme de surveillance intensive et de présentation (ISAP) pour l'U.S. Immigration and Customs Enforcement (ICE). Durant l'été 2018, cette filiale reçoit l'attention des médias pour les 500 millions de dollars de contrats qu'elle a reçus de l'ICE depuis 2004.
En 2015, GEO lance son programme Continuum of Care pour aider les prisonniers à se réinsérer dans la société,. En 2016, le chiffre d'affaires de la société s'élève à 2 milliards de dollars, et le 4 avril 2017, GEO annonce la finalisation d'un achat en espèces de 360 millions de dollars de Community Education Centers (en) (CEC), qui possédait ou gérait plus de 12 000 lits aux États-Unis, dont plus de 7 000 lits de réinsertion communautaire. Elle fournissait des services de traitement en prison dans plus de 30 installations gérées par le gouvernement,. En janvier 2020, des législateurs locaux de Pennsylvanie annoncent un plan potentiel pour déprivatiser l'établissement correctionnel George W. Hill (en) du comté de Delaware, la dernière prison privée de l'État, avec laquelle GEO Group avait un contrat de neuf ans de 495 millions de dollars avec le comté. Les législateurs allèguent que GEO Group a couvert des responsabilités au sein de l'établissement. 

## Propriétés
En 2010, la société exploitait plus d'une douzaine d'installations dans l'État du Texas et près de quarante dans le reste des États-Unis. En plus des établissements pénitentiaires exploités sous contrat avec des États américains, le groupe GEO possède et exploite le centre de transition de Broward (en) à Pompano Beach, en Floride, le centre de détention d'Aurora et le centre de détention du Nord-Ouest (en) à Tacoma, dans l'État de Washington. 
Au 31 décembre 2012, GEO gérait 96 établissements dans le monde totalisant environ 73 000 lits dont 65 949 lits occupés et 6 056 lits libres pour un taux d'occupation moyen de 95,7 % en 2012.
Les autres installations de GEO comprennent le complexe de détention du comté de Reeves (en) au Texas décrit comme la plus grande prison privée du monde. Il abrite plus de 3 700 détenus, pour la plupart des immigrants détenus pour des délits mineurs en attente d'être expulsés. En 2008 et 2009 des émeutes perpétrées par des prisonniers en raison de mauvaises conditions ont causé plus de 21 millions de dollars de dommages et intérêts. 
À l'échelle internationale, GEO exploitait en 2010 10 autres installations réparties entre l'Australie, l'Angleterre, l'Afrique du Sud et Cuba. En 2016 la filiale GEO Group Australia (en) exploitait quatre prisons (le centre correctionnel de Junee (en), le centre correctionnel Arthur Gorrie (en), le centre correctionnel de Parklea (en) et le centre correctionnel de Fulham (en)) avec l'ouverture d'un cinquième établissement fin 2017. 
Au Royaume-Uni, GEO est associé à plusieurs contrats. Le groupe gère le centre de rétention administrative de Dungavel (en) qui a été agrandi en 2013 pour pouvoir accueillir 249 détenus, hommes et femmes. En 2004, le Commissaire à l'enfance et à la jeunesse d'Écosse (en) qualifie les conditions de détention dans l'établissement de « moralement bouleversantes » et menace de dénoncer le gouvernement écossais au Comité des droits de l'enfant des Nations unies. À Londres, GEO gère le centre de détention pour migrants de Harmondsworth qui peut accueillir jusqu'à 661 détenus.

## Secteurs d'activité
GEO Group mène ses activités à travers quatre secteurs d'activité - les services correctionnels américains, les services internationaux, le service GEO Care, et la construction et la conception d'installations. Le secteur des services correctionnels américains englobe principalement les activités carcérales privatisées de GEO aux États-Unis pour les autorités fédérales et étatiques.
Le secteur des services internationaux comprend principalement les opérations carcérales privatisées de GEO en Afrique du Sud, en Australie et au Royaume-Uni. Les services internationaux examinent en permanence les opportunités de diversification dans des services gouvernementaux externalisés étrangers connexes. Le secteur GEO Care comprend les activités de services de santé mentale et de centres de traitement résidentiel (en) de GEO. À ce jour, il mène cette activité uniquement aux États-Unis. Le secteur de construction et de conception d'installations de GEO comprend principalement des contrats avec diverses agences étatiques, locales et fédérales pour la conception et la construction de prisons et d'installations connexes pour lesquelles GEO a obtenu des contrats de gestion.

### Contrats fédéraux américains
Le 18 août 2016, la procureure générale adjointe des États-Unis Sally Yates annonce que le Département de la Justice des États-Unis a l'intention de mettre fin à ses contrats avec le Bureau fédéral des prisons des opérateurs de prisons privés, de manière générale. En 2015, GEO Group exploite 26 centres pénitentiaires fédéraux pour les départements de la Justice et de la Sécurité intérieure, qui sont affectés par ce changement de politique. Ces centres ont une capacité totale de 35 692 prisonniers, représentant 45 % des revenus de l'entreprise.
Le 23 février 2017, le nouveau procureur général de l'administration Trump, Jeff Sessions, annule les directives d'août 2016. En mars 2017, Pablo Paez, vice-président de GEO Group, défend la légalité du don de 225 000 dollars de son entreprise à un comité d'action politique (PAC) pro-Trump. Il déclare que le don est fait par une filiale, GEO Corrections Holdings, qui n'a aucun contrat avec une agence gouvernementale, plutôt que directement de GEO Group lui-même. Les congressistes démocrates Emanuel Cleaver et Luis Gutiérrez contestent cette affirmation dans une lettre adressée à GEO et à son rival, CoreCivic. Le Campaign Legal Center (en) dépose une plainte contestant la contribution auprès de la Commission électorale fédérale (FEC). GEO et CoreCivic donnent chacun 250 000 dollars pour soutenir les festivités inaugurales de Trump, selon les porte-parole des sociétés. GEO donne 275 000 dollars au super PAC pro-Trump Rebuilding America Now (en), selon les dépôts de la FEC. Un don de 100 000 dollars est fait seulement un jour après que Sally Yates, au Département de la Justice, annonce qu'il mettrait fin à ses contrats de prison et de détention avec des entreprises privées.
En avril 2018, une filiale entièrement détenue par GEO Group appelée GEO Acquisitions II donne 125 000 dollars à un comité d'action politique en violation de la loi sur les campagnes électorales fédérales, qui interdit aux entreprises ayant des contrats actifs avec le gouvernement fédéral de faire des dons politiques. Le 26 janvier 2021, le président des États-Unis Joe Biden signe l'Ordre exécutif 14006 (en) ordonnant au Département de la Justice des États-Unis de cesser le renouvellement des contrats fédéraux avec les prisons privées. En conséquence, en 2021, Geo Group rapporte avoir fermé six de ses établissements à la suite du non-renouvellement des contrats par le gouvernement fédéral et que leur dernier établissement sous contrat direct avec le Bureau des prisons prendrait fin en septembre 2022. Ils rapportent que cela a entraîné une baisse de 240 millions de dollars de revenus pour l'exercice 2021.
En février 2025, Geo Group annonce qu'ils rouvriront Delaney Hall à Newark au New Jersey en tant que centre de détention pour immigrants (en) avec une capacité de détention de 1 000 personnes.

### Activités au Royaume-Uni
GEO Group a maintenu une présence opérationnelle au Royaume-Uni principalement à travers la gestion de centres de détention pour migrants et de services de transport pénitentiaire. Ses activités britanniques étaient structurées autour de sa filiale GEO Group UK, filiale à 100 % de GEO Group.
GEO Group a géré le centre de rétention administrative de Dungavel (en) en Écosse, situé dans le South Lanarkshire près de Strathaven. Cependant, selon des sources récentes, ce centre est désormais exploité par Mitie Care and Custody depuis septembre 2021, avec une capacité réduite à 125 places,[source insuffisante]. GEO Group a également géré le le centre de détention pour migrants de Harmondsworth, situé près de l'aéroport d'Heathrow à Londres. Ce centre, décrit comme le plus grand d'Europe, était le premier centre de détention pour migrants construit à cet effet. Toutefois, le contrat de GEO Group a été annulé après que les autorités pénitentiaires ont constaté des problèmes répétés, et la gestion a été transférée à Mitie.
Les activités de GEO Group au Royaume-Uni ont été marquées par plusieurs controverses. À Harmondsworth, des inspecteurs ont rapporté des « abus soutenus des droits de l'homme contre les détenus » et des « cas choquants où un sentiment d'humanité a été perdu ». Le centre a également été associé à des décès, notamment ceux de Brian Dalrymple et Alois Dvorzak, qui sont morts peu après avoir quitté l'établissement.
GEOAmey (en) est une coentreprise formée en 2011 entre GEO Group et Amey plc (en),. Basée à Manchester, GEOAmey opère et gère le contrat PECS (Prisoner Escort and Custodial Service) de 4e génération pour le compte du ministère de la Justice en Angleterre et au Pays de Galles, ainsi que le contrat SCCPES (Scottish Court Custody and Prisoner Escorting Service) pour le compte du Service pénitentiaire écossais. En 2020, GEOAmey a été adjudicataire d'un contrat de 632 millions de livres sterling sur 10 ans pour la fourniture de services d'escorte et de garde de détenus dans le Nord de l'Angleterre. En 2019, la coentreprise a également signé un contrat de 8 ans avec le Service pénitentiaire écossais pour la fourniture de services de garde et d'escorte de détenus, d'une valeur annuelle d'environ 39 millions de dollars.
Les opérations de GEO Group au Royaume-Uni ont connu une évolution contrastée ces dernières années. Si la gestion des principaux centres de détention a été transférée à d'autres opérateurs, notamment Mitie,, GEOAmey continue de maintenir une présence significative dans le secteur du transport pénitentiaire avec des contrats pluriannuels importants.

### Activités en Australie

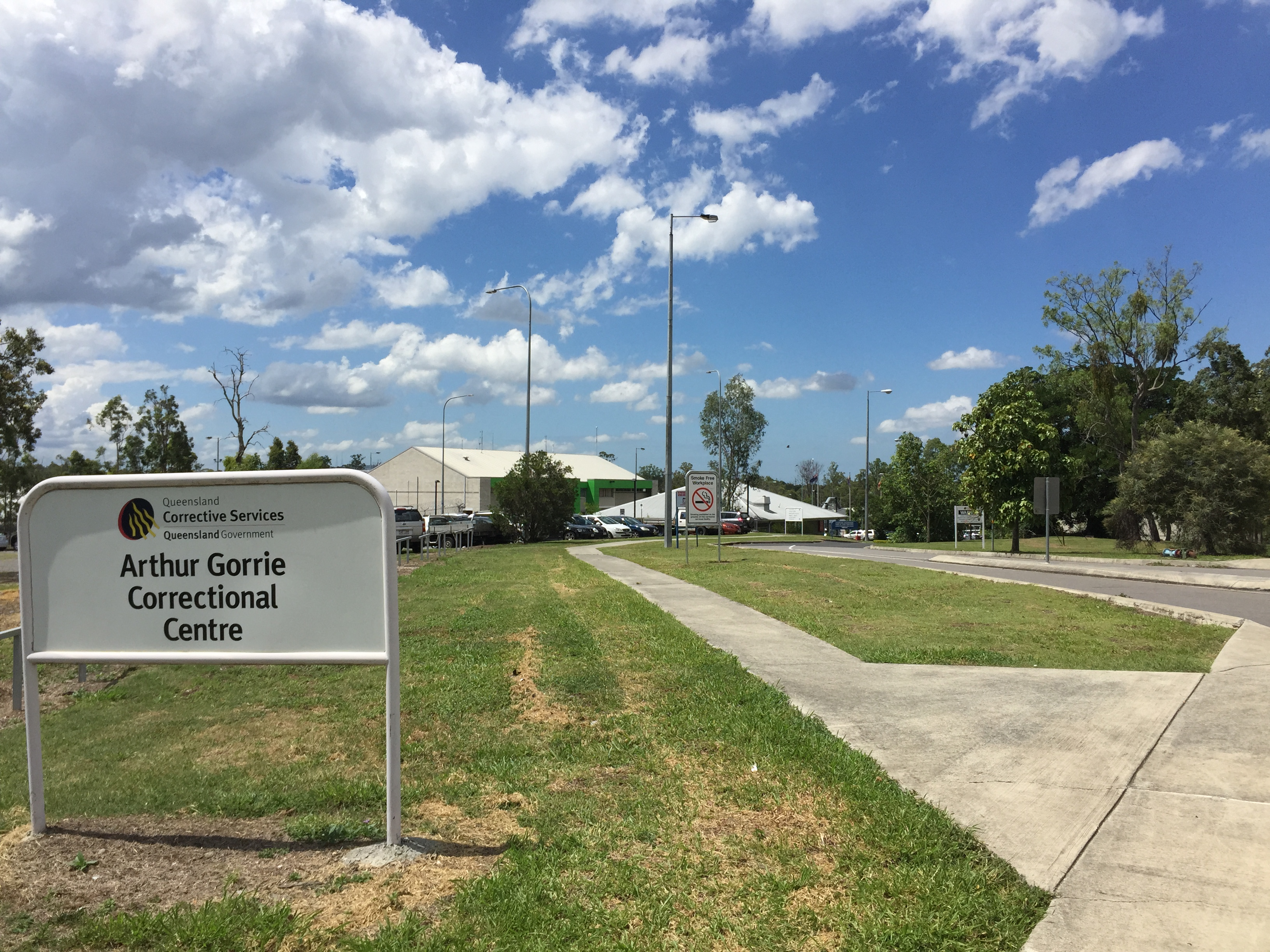
Le dans le Queensland en Australie.

GEO Group est présent en Australie depuis 1991 à travers sa filiale GEO Group Australia (en), initialement fondée sous le nom d'Australasian Correctional Management[source insuffisante]. Le siège social de la filiale australienne est situé au niveau 18 du National Mutual Centre dans le quartier d'affaires de Sydney en Nouvelle-Galles du Sud. L'entreprise se présente comme le plus grand fournisseur de services correctionnels privés d'Australie. Annuellement, plus de 17 000 détenus et ex-détenus suivent des programmes d'éducation, de formation ou de modification des comportements dans les centres exploités par GEO Australia.
En 2025, GEO Group Australia exploite plusieurs établissements correctionnels dans les États de Nouvelle-Galles du Sud et de Victoria, représentant environ 3 500 lits :
Le centre correctionnel de Junee (en) est un établissement correctionnel de sécurité mixte pour hommes situé à 450 kilomètres à l'ouest de Sydney. Le centre correctionnel de Parklea (en) était également exploité par GEO Group, mais dans le cadre d'une tendance générale de retour au secteur public des prisons privées en Australie, plusieurs établissements ont été retournés à la gestion publique ces dernières années. Le centre correctionnel de Fulham (en) comprend un établissement principal ainsi qu'un centre de détention pour mineurs de 60 places, tous deux sous contrat avec Corrections Victoria (en). Le centre correctionnel de Ravenhall (en) est une prison de 1 000 lits située à Melbourne, sous contrat avec Corrections Victoria. Décrit comme l'établissement phare de GEO Australia, cette installation moderne de pointe intègre le modèle GEO Continuum of Care pour la réinsertion des détenus. Le centre correctionnel Arthur Gorrie (en) (AGCC) est le principal centre de détention préventive pour le sud-est du Queensland. Il s'agit d'un centre de détention de haute sécurité pour hommes, principalement destiné aux personnes en détention préventive en attente de procès[source insuffisante]. Il est situé sur l'autoroute d'Ipswich (en) à Wacol (en), dans la banlieue sud-ouest de Brisbane.
GEO Group Australia met l'accent sur la réinsertion des détenus, avec 75 % des détenus engagés quotidiennement dans des activités d'emploi, d'éducation, de formation professionnelle ou des programmes spécialisés. L'entreprise exploite également The Bridge Centre, un centre de soutien qui offre aux hommes la possibilité de poursuivre leur parcours de réinsertion hors de prison avec l'aide d'une équipe spécialisée de gestionnaires de cas post-libération et de partenaires communautaires.
Les centres correctionnels de GEO fournissent également divers services à la communauté, notamment des milliers d'heures de service communautaire avec l'entretien et l'amélioration des terrains et infrastructures locales.

### Activités en Afrique du Sud
GEO Group est présent en Afrique du Sud depuis 1999 à travers sa filiale South African Custodial Services (SACS). L'entreprise y exploite le centre correctionnel de Kutama Sinthumule, l'un des deux seuls établissements pénitentiaires privés du pays.
Le 27 juillet 1999, SACS a obtenu un contrat de 25 ans pour financer, concevoir, construire, exploiter et maintenir le centre correctionnel de Kutama Sinthumule, situé dans la province du Limpopo près de Makhado, à 400 kilomètres au nord de Johannesburg. L'établissement, nommé d'après les chefs locaux Kutama et Sinthumule, est une prison de haute sécurité d'une capacité de 3 024 détenus. Le centre est devenu opérationnel en 2002 et propose des programmes structurés incluant le travail, l'éducation, la formation, les loisirs, l'éducation physique et le conseil. Il est considéré comme l'un des meilleurs exemples de services correctionnels et de réinsertion en Afrique du Sud. En 2003, l'établissement est devenu la première prison du continent africain à obtenir la certification ISO 9001:2000 du Bureau sud-africain des normes (en).
Malgré ses certifications, le centre correctionnel de Kutama Sinthumule a connu plusieurs incidents graves. Des détenus mécontents ont incendié l'établissement à quatre reprises en quinze ans, notamment en 2017 et 2023. Ces incidents ont nécessité le transfert temporaire des détenus vers d'autres établissements correctionnels et ont soulevé des questions sur la gestion de l'établissement par l'opérateur privé.

## Programmes de réinsertion
GEO Group a développé plusieurs programmes pour réduire la récidive en aidant les prisonniers à retourner à la vie civile. En 2015, GEO lance son programme Continuum of Care, qui « utilise un traitement comportemental cognitif - une approche basée sur l'idée que l'on peut changer le comportement d'une personne en changeant sa façon de penser et de ressentir - pour préparer les détenus à la vie après la prison ». En 2018, GEO Group entre en collaboration avec la Fédération nationale des employés fédéraux (en) appelée Reentry Success DC, conçue pour améliorer « les services pré- et post-libération de GEO Group en connectant les citoyens libérés à un emploi salarié ». Le programme est disponible pour les prisonniers retournant à Washington, D.C., depuis l'établissement correctionnel de Rivers (en) en Caroline du Nord. En février 2020, l'entreprise a étendu le programme Continuum of Care à 18 prisons. Plus tard en 2020, l'entreprise ouvre également son Centre d'Intervention et de Connexion à Idaho Falls dans l'Idaho, à cette fin,.
Un rapport note que GEO « consacre 11 % de ses revenus en Floride à l'éducation et à la réinsertion des détenus ». Plusieurs détenus attribuent au programme Continuum of Care le mérite de les avoir aidés à s'adapter à la vie post-carcérale en fournissant « des cours, des formations et des gestionnaires individuels au sein de l'établissement », et « en [leur] enseignant des compétences de base comme gérer [leur] colère ». Afin de faciliter le retour à l'emploi, les prisonniers reçoivent une formation professionnelle et des matériaux pédagogiques, et ont l'opportunité de passer des examens de qualification professionnelle,. Le programme fournit également un soutien pour trouver un logement, offre des conseils, et suit leurs conditions de vie,,,. Ces services sont fournis sans frais pour les anciens détenus.
À partir de 2007, GEO Group décerne annuellement des bourses d'études à des étudiants du comté de Webb au Texas, pour soutenir leurs efforts d'entrer à l'université. GEO Group continue ensuite de fournir 25 000 dollars chaque année, portant la contribution aux bourses à 375 000 dollars à la mi-2021. En mai 2021, le personnel de GEO Group et les détenus d'une prison d'État à Golden Valley en Arizona, construisent une maison pour un vétéran sans abri résidant dans cette ville.

## Critiques, incidents et autres préoccupations

### Problèmes de relations publiques
En février 2013, la fondation privée du GEO Group promet 6 millions de dollars américains à l'alma mater du fondateur de l'entreprise, George Zoley, l'université Atlantique de Floride (FAU) (Zoley était également ancien président du Conseil d'administration de l'établissement). En retour, le GEO Group obtient les droits de dénomination du stade de football de l'université,. En avril, sous la pression des étudiants, des enseignants et des anciens élèves, GEO Group retire son don. Adam Hasner, vice-président exécutif de GEO Group, devient ensuite président de l'université Florida Atlantic (FAU) en 2025.
La firme de relations publiques Edelman (en) soutient le GEO Group et est caractérisée par une source comme aidant à « blanchir la réputation des camps de concentration privés américains » en juillet 2019. En mai 2019, le New York Times rapporte que des dirigeants du bureau de Washington, D.C., y compris la présidente du bureau Lisa Ross et l'ancienne secrétaire de presse adjointe de la Maison Blanche de Trump, Lindsay Walters Clifton (en), se rendent en Floride pour présenter l'offre. 
En mettant fin au contrat de la Californie avec le Centre correctionnel communautaire modifié de la Vallée centrale de GEO à McFarland, le gouverneur Gavin Newsom déclare que cela constitue une étape visant à « mettre fin une fois pour toutes à l'aberration des prisons privées ». Newsom ajoute : « Les prisons privées à but lucratif ont été utilisées pendant de nombreuses années pour aider l'État à surmonter les défis de la surpopulation carcérale, mais il est temps de mettre fin à notre dépendance à leur égard ».

### Manifestations et désinvestissement des fonds de pension

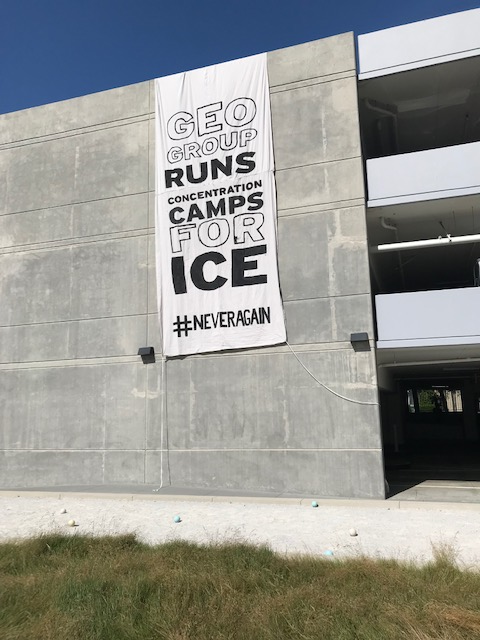
Banière hissée lors de la manifestation #Never Again devant le siège social du groupe GEO à Century City (5 août 2019).

En novembre 2018, CalSTRS (en), le fonds de pension des enseignants de Californie d'une valeur de 220 milliards de dollars, vote pour se désengager de GEO Group et CoreCivic en raison des préoccupations exprimées par les enseignants de la région de la baie de San Francisco. En novembre 2019, CalPERS, le fonds de pension des employés publics d'une valeur de 370 milliards de dollars, se désengage discrètement de GEO Group et CoreCivic, également. CalSTRS et CalPERS constituent les plus grands fonds de pension publics des États-Unis. Les deux campagnes de désinvestissement sont dirigées par Emily Claire-Goldman d'Educators for Migrant Justice, une organisation à but non lucratif ciblant les fonds de pension publics qu'elle accuse d'« aider et encourager les abus éhontés de l'administration envers les familles de migrants, les enfants et les demandeurs d'asile ».
Dans le cadre de manifestations organisées à travers les États-Unis, une organisation principalement juive appelée Never Again proteste devant le siège social de GEO Group à Century City le 5 août 2019, empêchant l'accès au bâtiment pendant cinq heures, hissant une bannière qualifiant les installations de l'ICE de « camps de concentration », et refusant de quitter le hall, ce qui entraîne l'arrestation de plusieurs activistes.

### Émeutes en prison
Plusieurs émeutes de prison se produisent dans les années 2000. Le 24 avril 2007, des détenus se rebellent pendant deux heures dans l'établissement correctionnel de New Castle (en), appartenant à l'État et géré par le GEO Group, dans l'Indiana. L'émeute provoque des incendies et des blessures mineures parmi le personnel et les détenus. Le département correctionnel de l'Indiana conclut que son transfert récent de 600 détenus sur six semaines depuis l'Arizona vers une nouvelle section à New Castle a accru les tensions dans l'établissement, car les détenus formaient un grand groupe et le personnel pénitentiaire manquait d'expérience. Le département tient les détenus responsables de l'émeute. À la suite de l'incident, les autorités de l'Indiana suspendent les transferts supplémentaires de détenus de l'Arizona, en attendant des mesures pour aider les détenus hors de l'État à s'adapter aux politiques pénitentiaires de l'Indiana, et pour s'assurer que les détenus sont transférés plus progressivement afin de pouvoir les intégrer dans la population carcérale de New Castle. En 2008 et 2009, des prisonniers du complexe de détention du comté de Reeves au Texas, la plus grande prison privée des États-Unis, se rebellent en raison de mauvaises conditions. Le complexe héberge plus de 3 700 prisonniers, principalement des immigrants purgeant de courtes peines avant leur expulsion. Ils causent des dommages de respectivement 1 million et 21 millions de dollars car la deuxième émeute entraîne un incendie grave.
Le 9 juillet 2017, une émeute de huit heures éclate dans l'établissement correctionnel de Great Plains du GEO Group à Hinton dans l'Oklahoma. 400 des 1 940 détenus fédéraux refusent de quitter les cours de promenade et prennent le contrôle d'un bâtiment. Trois gardes sont blessés et deux sont pris en otage. Pour reprendre le contrôle, l'intervention de huit agences d'application de la loi est nécessaire pour sécuriser le périmètre afin d'empêcher les évasions, y compris les adjoints des shérifs des comtés de Caddo et de Canadian, le Bureau des affaires indiennes, la patrouille routière de l'Oklahoma, et les départements de police de Hinton, Hydro, Geary, et Binger, ainsi que les membres de l'équipe d'intervention d'urgence correctionnelle de GEO de sa prison de Lawton, à 112 km au sud. Du gaz lacrymogène et du spray au poivre sont utilisés pour reprendre le contrôle de la prison,,.

### Autres incidents, poursuites judiciaires et enquêtes

#### Années 2000
En 2001, un détenu est assassiné à la prison du comté de Willacy (en) de GEO au Texas par deux autres détenus. La famille du détenu poursuit GEO en justice en 2006, ce qui aboutit à une condamnation de 47,5 millions de dollars pour destruction de preuves et négligence ayant causé la mort de l'homme,. En 2009, GEO fait appel de la décision du tribunal ; la cour d'appel réduit les dommages à 42,5 millions de dollars.
Entre 2005 et 2009, au moins huit personnes meurent à l'établissement correctionnel George W. Hill, exploité par le GEO Group, la seule prison privée de Pennsylvanie. Les membres de la famille intentent ensuite des poursuites judiciaires contre l'entreprise et l'établissement, alléguant qu'ils n'ont pas fourni de soins médicaux adéquats ni une supervision appropriée pour les délinquants. GEO se retire de la gestion de l'établissement le 31 décembre 2008, « citant des performances insuffisantes et des litiges fréquents ». En 2018, GEO gère à nouveau cet établissement.
En 2007, la Commission de la jeunesse du Texas (en) (TYC) renvoie sept employés responsables de la surveillance des conditions carcérales après avoir découvert que le Centre de justice pour mineurs du comté de Coke, géré par le GEO Group, avait des « conditions déplorables ». Les sept employés avaient auparavant travaillé directement pour GEO. Ils n'avaient pas signalé les problèmes de l'établissement du comté, mais une inspection de la TYC a révélé que l'établissement était sous-doté en personnel, mal géré et insalubre. La TYC ordonne que tous les détenus soient transférés ailleurs, met fin à leur contrat d'État avec GEO et ferme ensuite l'établissement. GEO gérait l'établissement depuis 1994,. 

#### Années 2010
En février 2012, GEO Group et les autorités de l'État du Mississippi règlent un recours collectif qui avait été déposé en 2010 contre les autorités de l'État et GEO concernant les conditions de détention à l'établissement correctionnel de Walnut Grove (en), le plus grand établissement pour mineurs des États-Unis. Le règlement exige que l'État mette fin à son contrat avec GEO et place les opérations de l'établissement sous la surveillance d'un tribunal fédéral. L'État transfère les délinquants mineurs vers des établissements publics, et l'entreprise perd également des contrats pour l'exploitation de deux autres prisons au Mississippi.
En juillet 2012, deux immigrants sans papiers en Floride se rendent à la police afin de se faire placer au centre de transition de Broward (en), qui détenait des immigrants en détention, le seul centre de détention pour immigrants privé en Floride, prétendument pour rendre compte des conditions à l'intérieur de l'établissement, car des récits dans la communauté immigrée alléguaient des conditions inférieures aux normes. Les deux hommes dénoncent « des soins médicaux insalubres ou inhumains, notamment une femme emmenée pour une opération des ovaires et renvoyée le jour même, toujours en sang, dans sa cellule, et un homme qui a uriné du sang pendant plusieurs jours sans avoir été conduit chez un médecin ». En septembre 2012, le représentant américain Ted Deutch de Pompano Beach écrit une lettre à l'ICE concernant le contrat en vertu duquel GEO exploite l'établissement, demandant une enquête au cas par cas. Vingt-cinq autres représentants du Congrès signent l'enquête.
En 2014, une plainte est déposée au nom de neuf plaignants immigrants à Denver au Colorado, alléguant qu'ils étaient menacés d'isolement cellulaire s'ils refusaient de travailler sans rémunération. N'ayant pas été condamnés pour un crime, ils affirment qu'ils ne peuvent pas être obligés de travailler comme des condamnés en prison. Cela aboutit finalement à un recours collectif en mars 2017, alléguant des violations de la Constitution des États-Unis et des lois fédérales anti-esclavagistes concernant 60 000 détenus immigrants actuels et anciens au Centre de détention sous contrat de Denver basé à Aurora. La plainte allègue que les détenus étaient contraints de travailler pour moins d'un dollar par jour ou pour rien du tout. Le 2 décembre 2017, Kamyar Samimi, âgé de 64 ans, qui était arrivé aux États-Unis en 1976, est placé en garde à vue par l'ICE à son domicile en raison d'une arrestation pour une infraction mineure liée à la drogue en 2005. Il est emprisonné dans l'établissement contractuel d'Aurora, où il meurt 16 jours plus tard d'un arrêt cardiaque. En 2012, Evalin-Ali Mandza meurt d'un arrêt cardiaque dans le même centre de détention. Une enquête sur sa mort révèle que les employés de GEO ne savaient pas utiliser un appareil d'électrocardiographie et ont tardé à appeler une ambulance. En 2019, le Conseil municipal de Denver (en) vote pour mettre fin à un contrat de 10 millions de dollars avec GEO et CoreCivic, mais prolonge temporairement ces contrats plus tard, et en 2022 approuve un nouveau contrat de 1,5 million de dollars pour que GEO Group fournisse des équipements de surveillance électronique pour la ville.
En septembre 2017, le procureur général de l'État de Washington, Bob Ferguson, poursuit GEO Group pour ne pas avoir payé aux détenus immigrants le salaire minimum horaire de l'État de 11 dollars, caractérisant les détenus comme « une population captive d'individus vulnérables qui ne peuvent pas facilement plaider leur cause ». La société payait les détenus avec des collations ou 1 dollar par jour pour leur travail, qui fournissait tout l'emploi non sécuritaire au centre de détention du Nord-Ouest (en) à Tacoma. En 2021, un jury de Seattle tranche en faveur des détenus, fixant une compensation pour eux à hauteur de 17,3 millions de dollars, le juge de district des États-Unis Robert Jensen Bryan (en) ordonnant le paiement de 5,9 millions de dollars supplémentaires à l'État de Washington, portant le total à 23,2 millions de dollars.
En 2018, deux employés de Floride de Behavioral Intervention, une filiale de GEO, sont arrêtés pour avoir accepté des pots-de-vin allant jusqu'à 5 000 dollars pour faire retirer des dispositifs de surveillance électronique à des immigrants qui étaient autorisés à rester libres sous caution s'ils portaient les moniteurs. Elisa Pelaez est condamnée à trente-trois mois de prison fédérale, et d'autres devaient être condamnés plus tard dans l'année. En décembre 2019, 13 pères au Texas poursuivent l'entreprise pour séparation familiale. En raison des controverses entourant l'incarcération de masse des immigrants dans des centres de détention privés à but lucratif, plusieurs banques, dont Bank of America, Wells Fargo et JPMorgan Chase, annoncent qu'elles ne proposeront plus de lignes de crédit et de prêts à terme aux entreprises impliquées.

#### Années 2020
En mars 2023, un recours collectif est déposé contre GEO Group par la Social Justice Legal Foundation, alléguant que GEO Group a mené un « empoisonnement de plusieurs mois » de plus de 1 300 détenus au centre de détention d'Adelanto (en) dans le comté de San Bernardino, en Californie, en pulvérisant de manière inappropriée un agent de nettoyage connu sous le nom de HDQ Neutral dans des zones mal ventilées de février 2020 à avril 2021 pendant la pandémie de Covid-19.
En juin 2024, l'Agence de protection de l'environnement des États-Unis (EPA) dépose une plainte administrative contre GEO Group, alléguant que l'entreprise a utilisé un désinfectant connu sous le nom de Halt sans protections appropriées à son centre de détention d'Adelanto plus de 1 000 fois en 2022 et 2023. En 2025, l'EPA déclare que son affaire contre GEO Group sera abandonnée sans fournir d'explication.
En 2025, Rümeysa Öztürk (en), une doctorante de l'université Tufts, est détenue dans un centre de détention de GEO à Basile en Louisiane. Dans des documents judiciaires, elle allègue qu'il fallait entre 20 et 60 minutes pour qu'une infirmière arrive lorsqu'elle faisait des crises d'asthme. Elle a également noté qu'il n'y avait pas assez d'interprètes linguistiques. En général, elle a déclaré que les conditions de la prison « nous privent de nos besoins humains fondamentaux ».

##### Opération Mississippi Hustle
Une enquête fédérale nommée Opération Mississippi Hustle (en), initiée au plus tard en 2014 par le procureur des États-Unis et poursuivie devant le tribunal de district des États-Unis pour le district sud du Mississippi (en), examine la relation entre les responsables du département correctionnels du Mississippi (en) et les juridictions locales, ainsi que divers entrepreneurs et sous-traitants carcéraux. L'enquête aboutit à des inculpations contre le commissaire du département correctionnel et le maire de longue date de Walnut Grove au Mississippi, qui démissionnent tous deux de leurs fonctions. À la suite de cette enquête, en février 2017, le procureur général de l'État du Mississippi, Jim Hood (en), annonce un procès civil contre 15 entrepreneurs et plusieurs personnes pour dommages et intérêts et dommages punitifs, afin de récupérer les montants des contrats d'État attribués sous Chris Epps (en) pendant la période d'environ une décennie où il a été trouvé qu'il recevait des pots-de-vin. GEO Group figurait parmi les entreprises de gestion de prisons à but lucratif nommées dans cette plainte. Hood déclare que l'entreprise avait obtenu 260 millions de dollars de contrats sur une période de huit ans.